# Maria Escalas i Bernat
Maria Escalas i Bernat (Mallorca, 12 de noviembre de 1969) es una escritora y música española, con obra en catalán. Combina su faceta creativa con la enseñanza de escritura, clubes de lectura, lectora editorial y acompañamientos literarios.

## Biografía
Nacida en Palma pero muy vinculada familiarmente a Campos, de pequeña se trasladó a Mataró. Empezó los estudios de piano en esta ciudad para posteriormente terminar en el Conservatorio de Badalona, donde también comenzó los estudios de oboe. Terminó los estudios superiores de oboe en el Conservatorio Superior de Barcelona. Es miembro del Coro Ciudad de Mataró y del Coro Valldonzella.
Gracias a su pasión por la escritura, en 2006 comenzó un blog en internet, Idò, donde narra sus experiencias vitales. Después de 15 años, el blog sigue vivo y actualizado. También mantiene el blog Erato y Euterpe de música y poesía. En 2011 la editorial CPL decidió publicar una recopilación de artículos del blog con el título Súper-vivencias cotidianas, que también tradujo al castellano. En 2009 comenzó los estudios de narrativa en la escuela de escritura del Ateneo Barcelonés, donde después de cursar el itinerario de novela escribió su primera gran obra de ficción: Abans que el teu record torni cendra, publicada en Ara llibres, colección Ámsterdam (2016). Posteriormente escribió Sara i els silencis (Ara llibres - colección Ámsterdam 2018) y Estimada Mirta (Editorial Ámsterdam, 2021).
Hace reseña de libros infantiles y juveniles en la revista Foc Nou. Escribe para diversas publicaciones, realiza acompañamientos a procesos creativos/literarios, clubes de lectura y talleres de escritura creativa en línea y presenciales. Colabora con la revista cultural digital Catorze.
En enero de 2024 ganó el premio Llorenç Villalonga Ciudad de Palma de novela en catalán con la obra A la seva ombra, que se publicó en septiembre de 2024 con el título definitivo Matilde E.

## Libros publicados
- 2005 - Concurs de relats breus de dones "Paraules d'Adriana": Recull de treballs guanyadors 2002-2005[3]
- 2011 - Súper-vivències quotidianes[1]
- 2016 - Abans que el teu record torni cendra[4]
- 2018 - Sara i els silencis[5]
- 2021 - Estimada Mirta

### Traducciones de su obra
- 2006 - Super-vivencias cotidianas[1]

## Premios y reconocimientos
- 2005 - 6º Concurso de relatos breves de mujeres "Paraules d'Adriana" que organiza el Centro de Información y Orientación de la Mujer (CIOD) del Ayuntamiento de San Adrián de Besòs, por el relato Èxitu[6]
- 2007 - accésit al concurso de cuentos de El Tot Mataró y Maresme[7]
- 2015 - finalista de la 35ª edición del Premio BBVA Sant Joan de narrativa, con la novela Abans que el teu record torni cendra[8]
- 2016 - Lanza de Sant Jordi con la obra Abans que el teu record torni cendra, concurso organizado por Òmnium Cultural y la Asociación de Editores en Lengua Catalana, en la categoría de Ficción[9]
- 2023 - Premio Lorenzo Villalonga de Novela por A la seva ombra[10]